# John Wilson (compositor)
John Wilson (Faversham, Kent, Regne Unit, 5 d'abril de 1594 - Londres, 22 de febrer de 1673) fou un llaütista i compositor anglès. Gaudí de gran reputació com a instrumentista i deixà les següents composicions: Psalteriumm Cardinum for 3 voices and an Organ or Theorbo (1657), i Cheerful Airs and Ballads , per una veu i cor a tres parts (1660). També hi ha obres seves a Select airs and dialogues, Musical Companion de Playfard i altres antologies de l'època. Finalment, les biblioteques de Londres contenen manuscrits de Wilson.